# Yōichi Masukawa
Yōichi Masukawa (増川 洋一 Masukawa Yōichi?) es un seiyū japonés, nacido el 27 de diciembre de 1978 en Kanagawa, Japón. Es conocido por ser la voz de Rock Lee en Naruto, esta actualmente afiliado a Ken Production y estuvo afiliado en Genki Project.

## Roles interpretados
Lista de los roles interpretados durante su carrera.
Los papeles principales están en negrita.

### Anime
1996
- Detective Conan como Shimizu Youichi (ep. 66)

1999
- Soul Hunter como Sibuxiang.

2002
- Naruto como Rock Lee.

2003
- Jikuu Boukenki Zentrix como Mango.
- The Galaxy Railways como Franz.

2004
- Desert Punk como Tamehiko Kawano.
- Gokusen como Haruhiko "Uchi" Uchiyama.

2005
- Amaenaideyo!! como Yume Karyuudo (ep. 5)

2006
- Jyū Ō Sei como Underling.
- Kekkaishi como Shuu Akitsu.

2007
- Naruto Shippūden como Rock Lee.

### OVA
- Naruto como Rock Lee.

### Películas
- Naruto la película 3: ¡La gran excitación! Pánico animal en la isla de la Luna como Rock Lee.
- Naruto Shippūden: La película como Rock Lee.